# Juan Xiol Marchal
Juan Xiol Marchal (* 14. September 1921 in Bilbao; † 1977 in Barcelona) war ein spanischer Filmregisseur und Drehbuchautor.

## Leben
Xiol Marchal wurde als Sohn eines spanischen Vaters und einer französischen Mutter geboren und belegte nach seiner Schulzeit Kurse bei der Filmhochschule IDHEC in Paris. Kurz nach Kriegsende war er für einige Kurzfilme verantwortlich, bevor er bereits mit 25 Jahren, 1946, mit El castillo de Rochal seinen ersten langen Spielfilm vorlegte. Das Drehbuch um eine Dreiecksgeschichte im aristokratischen Umfeld stammte ebenfalls von Xiol Marchal.
Während der 1950er Jahre drehte er nur zwei Filme, 1961 den Kriminalfilm Sendas cruzadas und 1965 das beachtete Drama La extranjera. Danach war er ein Vertreter der spanischen Versionen von Italowestern. Für die Produktionsgesellschaft Balcázar P.C. fertigte er 1967 zwei Filme in Venezuela, danach einen im Radrennfahrer-Milieu mit Las piernas de la serpiente (1970). Ab 1972 wandte er sich auch dem soften Erotikfilm zu (Los farsantes del amor), als dessen Aushängeschild er bis zu seinem frühen Tode galt.

## Filmografie (Auswahl)
- 1946: El castillo de Rochal
- 1965: Cinco pistolas de Texas
- 1965: Río Maldito
- 1967: Dem Teufel ins Gesicht gespuckt (El hombre de Caracas)
- 1976: Sexy, amor y fantasia